# Monanthochloe littoralis
Monanthochloe littoralis là một loài thực vật có hoa trong họ Hòa thảo. Loài này được Engelm. mô tả khoa học đầu tiên năm 1859.